# Les Amazones d’Afrique
Les Amazones d’Afrique ist eine multinationale Weltmusik-Band, die 2015 in Mali gegründet wurde. Sie bestand zunächst aus Kandia Kouyaté, Angélique Kidjo, Mamani Keïta, Rokia Koné, Mariam Doumbia (von Amadou & Mariam), Nneka, Mariam Koné, Massan Coulibaly, Madina N’Diaye, Madiaré Dramé, Mouneissa Tandina und Pamela Badjogo; aufgrund ihrer prominenten Besetzung galt sie zunächst als „Super-Gruppe.“ Der Name der Gruppe nimmt Bezug auf die Dahomey-Amazonen, eine Gruppe von Elefantenjägerinnen und ein Regiment von Kriegerinnen, die vom 17. bis zum 19. Jahrhundert das Königreich Dahomey im heutigen Benin beschützte.
Les Amazones d’Afrique gaben im Oktober 2015 ihr erstes Konzert bei der Fiesta des Suds in Marseille. Das erste Stück, das sie veröffentlichten, war „I Play the Kora.“ Die Kora, ein in Westafrika beheimatetes harfenartiges Instrument, diente als Metapher: Traditionell war es Frauen verwehrt, die Kora zu spielen; nur Männern war dieses Privileg vergönnt. Die Botschaft des Lieds ist es, Frauen zu ermutigen, sich zusammenzufinden und darüber zu singen, warum sie sich erheben und Ungerechtigkeit bekämpfen sollten. Die Gewinne aus dem Verkauf der Single wurden an die Panzi Foundation gespendet, die mehr als 80.000 Frauen, von denen fast 50.000 Opfer von sexualisierter Gewalt und weiblicher Genitalverstümmelung sind, medizinisch unterstützt hat.
Nach ihrem ersten Auftritt in Großbritannien beim WOMAD-Festival im Charlton Park im Juli 2016 wurden Les Amazones d’Afrique von Real World Records unter Vertrag genommen und veröffentlichten 2017 ihr erstes Album République Amazone. Die Folgealben entstanden in veränderter Besetzung. Dabei steht weiterhin der Gesang im Mittelpunkt; bewusst werden dabei unterschiedliche Sprachen genutzt.

## Diskografie
- République Amazone (2017)[1]
- Amazones Power (2020)
- Musow Danse (2024)[6]